# 5555 Wimberly
5555 Wimberly è un asteroide della fascia principale. Scoperto nel 1986, presenta un'orbita caratterizzata da un semiasse maggiore pari a 3,0111088 UA e da un'eccentricità di 0,1064501, inclinata di 10,14479° rispetto all'eclittica.
L'asteroide è dedicato allo statunitense Ravenel N. Wimberly, membro del Jet Propulsion Laboratory.